# Telepati
Telepati eller tankeläsning är direkt mental kontakt med en annan person utan att man meddelar sig med hjälp av språk, koder, tecken eller andra kända signalformer. Även samma påstådda kontakt mellan en människa och ett djur kan betecknas som telepati. Telepati kan inte vetenskapligt bevisas existera.
Telepati beskrivs i många religiösa texter. Flera vetenskapliga experiment har utförts genom åren, men inga resultat som tytt på existensen av telepati har klarat kritiska granskningar eller varit upprepbara av oberoende forskare. Det saknas också en naturvetenskaplig hypotes för att förklara fenomenet telepati. Detta gör att studiet av telepati allmänt betraktas som pseudovetenskap. 
Redan på 1800-talet började man studera fenomenen vetenskapligt, och de banbrytande arbetena på området utfördes av det engelska sällskapet för psykisk forskning, SPR, som bildades 1882. I synnerhet bör Frederic W.H. Myers nämnas. Det var han som skapade beteckningen telepati (tankeöverföring på avstånd) för kommunikation mellan olika individers själssystem utan förmedling av de kända sinnesorganen. I den vetenskapliga forskningen fick man huvudsakligen stödja sig på experimentell telepati. Den skiljer sig från den spontana genom att både sändaren och mottagaren starkt koncentrerar sig på att sända respektive ta emot ett visst meddelande. Vid spontan telepati tycks båda delar försiggå fullständigt omedvetet, vilket dock inte utesluter att båda parter kan vara aktivt engagerade i förloppet.

## Ganzfeld

### Idé
Ganzfeld kan översättas med "helt fält" eller "homogent fält" (engelska total (sensory) field) och syftar till att reducera det ovan nämnda bruset med hjälp av en mild form av sensorisk deprivation. Ganzfeldexperimentens utformning bygger på hypotesen att telepatisignaler kan finnas där hela tiden men att de är "maskerade" för de flesta människor av "bruset" från alla våra medvetna tankar och intryck som vi upplever vid vårt normala medvetandetillstånd. Det skulle förklara varför spontana upplevelser av telepati tycks vara vanligt vid förändrade medvetandetillstånd så som när man drömmer, vid hypnotisering och meditation. Detta brus kan tänkas vara reducerat vid sådana tillstånd.

### Metod
"Brusreduktionen" åstadkoms genom att försökspersonens ögon täcks med halva pingisbollar (för att ta bort alla synintryck) samtidigt som han eller hon får ett par hörlurar där så kallat vitt brus kontinuerligt spelas upp (för att ta bort alla hörselintryck). Personen får sedan sitta så mjukt och bekvämt som möjligt och slappna av. På en annan plats visas samtidigt en slumpmässigt vald bild eller filmsnutt för en person som agerar "sändare" och försökspersonen ombeds att genom telepati försöka "se" vad sändaren tittar på för något. Efter detta får mottagaren se fyra bilder/filmsnuttar och avgöra vilken som sändaren såg. Experimenten bör vara utformade på ett sådant sätt att varken mottagaren, domarna eller försöksledarna vet vilken bild/film som visades för sändaren innan domarna är klara med sin bedömning.
Experimenten har dock kritiserats för att vara genomförda under dålig isolation mellan sändare och mottagare, för att inte kopior av originalbilderna visats för mottagaren för att på sätt undvika att de visar spår av att ha hanterats, för att bilderna inte visats för mottagaren i slumpad ordning för att undvika problemet med att människor ogärna väljer det första alternativet, samt för att även försök där mottagaren valt rätt bild i färre än de förväntade 25 procenten räknats som stöd för telepati, vilket förklarats med motvilja mot försöksledaren.

## Telepati i populärkultur
- Yuri från datorspelet Command & Conquer: Red Alert 2 och uppföljaren Yuri's Revenge har förmågan som visas i några scener, hans bakgrund är inspirerad av Wolf Messing.